# Allée couverte de Bod-er-Mohed
L'allée couverte de Bod-er-Mohed, appelée aussi Campren-en-Torrigent (« chambre des korrigans ») est une allée couverte située à Cléguérec, dans le Morbihan, en France.

## Historique
Le monument a été fouillé vers 1899-1900 par Aveneau de la Grancière. Il est inscrit au titre des monuments historiques par arrêté du 8 février 1984.

## Description
L'allée est orientée au orienté nord-nord-ouest/sud-sud-est. L'édifice a été endommagé et une partie de ses éléments ont disparu. L'allée couverte ne mesure plus que 15 m de longueur (contre 27 m de longueur à l'origine). La grande originalité du monument tient à son compartimentage en six compartiments strictement hermétiques, sans communication entre eux, séparés par des dalles transversales faisant office de cloison. En 1900, d'après le plan dressé et les descriptif donné par Aveneau de la Grancière, on sait que l'allée était délimitée par onze orthostates côté est et six côté ouest, une dalle de chevet fermant l'extrémité sud. Trois compartiments étaient encore parfaitement intacts (ceux du côté sud) et avaient conservé leur dalle de couverture (dont une brisée en deux parties), les trois autres étaient déjà plus ou moins ruinés. Le monument encore visible ne comporte plus qu'un seul segment. Plusieurs dalles de couverture fragmentées sont encore visibles.
Les pierres utilisées pour la construction de l'édifice reflètent directement la lithologie régionale : « en sus du schiste bleu foncé, dominant, et du grès blanchâtre, subordonné, tous deux d’âge ordovicien, apparaît aussi du quartz filonien, de teinte blanche. La localisation de l’allée couverte sur les terrains briovériens indique que schiste et grès n’ont pas été prélevés sur place, mais plus à l’ouest, sur les hauteurs de Quénécan ».

## Matériel archéologique
La fouille de 1900  a livré un petit mobilier archéologique composé de silex (couteaux, grattoirs), de deux percuteurs, de deux fragments de haches polies en diorite, d'un mortier en terre cuite et des tessons de poterie (dont deux vases à fond rond, apodes, à pâte rougeâtre).